# Трг Републике Хрватске (Загреб)
Трг Републике Хрватске је један од највећих тргова у Загребу.
Центалним делом трга доминира зграда Хрватског народног казалишта, а уоколо су смештене једне од најлепших и највећих јавних зграда историцистичке архитектуре XIX века у Загребу.

## Историја трга
Трг Републике Хрватске, свој данашњи изглед добио је у времену од 1855. (кад је започета градња тадашње болнице на јужним ливадама и пашњацима ондашњег града) до 1964.(када је подигнута зграда Жељпоха). Данашни трг је први у низу од трију тргова западнога крака тзв. Ленуцијеве потковице (назване тако према загребачком градском инжењеру Милану Ленуцију, 1849.-1924. који је у доба историцизма, последњих деценија XIX века, урбанистички уоквирио средишњи део Загреба ланцем тргова, којем - источну страну чине данашњи Томиславов, Штросмајеров и Зрински трг, а Марулићев, Мажуранићев и Трг Републике Хрватске - западну страну. Спојница оба крака потковице  је Ботаничка башта.
- 1855—1856. На северној је страни подигнута је прва зграда на будућем тргу, за потребе болнице Милосрдних сестара, (од 1868. до 1882. у њој се налазила фабрика дувана), од 1882. преузима је загребачко Свеучилиште, а данас је у њој смештен Ректорат и Правни факултет. Архитекта је био Лудвиг фон Цети.
- 1864. у тек подигнутој згради болнице (која то никад није ни била), одржана је Прва далматинско-хрватска-славонска привредна изложба.
- 1874. на источној страни подигнута је зграда која је данас седиште издавачког предузећа Школска књига, према пројекту Јанка Јамбришака (ова грађевина доживела је бројне преправке).
- 1876—1878. на источној страни подигнута је двоспратна зграда Хрватскога господарског друштва (данас део Правног факултета)према нацртима архитекте Фрање Клајна. (Године 1922. надограђен јој је трећи спрат).
- 1884. Трг је омеђен и са југа, довршен је дом гимнастичког друштва Хрватски сокол и певачког друштва Коло. Зграда је подигнута према ревидираном пројекту архитекте Матије Антолца. Западно је крило дограђено током подизања Хрватскога народног казалишта (аустријски архитекта Феллнер и немачки архитекта Хелмер) и служило је у почетку као остава за кулисе (данас у њему налази дворана за балетске пробе, мајсторске радионице, просторије за грејање и климатизацију позоришне зграде). То је крило од 1969. пространим подземним ходником повезано с главном зградом.
- 1888. подигнут је још један репрезентативан објект зграда Школе примењене уметности и дизајна (Загреб) и Музеја за уметност и обрт на западној страни будућег трга, по пројекту Хермана Болеа.
- 1889. Трг се затвара са источне стране, подигнут је Учитељски дом, архитекта Леа Хенихсберга. Њени су први станари били: Учитељска задруга, Хрватски педагогијско-књижевни збор и средишњи одбор Савеза хрватских учитељских друштава
- 1891. на простору новог Сајмишног трга одржана је велика Јубиларна привредно-шумарска изложба.
- 1891. на севернозападном углу трга подигнута је угаона двоспратница, према пројекту Куна Вајдмана, (у њој је данас смештен Лексикографски завод Мирослав Крлежа).
- 1895. свечано је отворена нова зграда Хрватскога народног казалишта у присуству цара Фрање Јосипа.
- 1899. подигнута је угаона двокатница на источној страни трга(према тадашњој Маровској улици) према пројекту Мартина Пилара(сарадници; Јулио Мели и Драгутин Бауда), 1922. двоспратница је надограђена трећим спратом и мансардом по нацртима Otona Goldscheidera. Данас је у њој позната загребачка Казалишна кавана.
- 1903. на југозападној страни подигнута је сецесијска грађевина позната као зграда СКФ, према пројектима Леа Хенихсберга и Julija Deutscha, уз сарадњу Вјекослава Бастла.
- 1905. постављен Зденац живота испред зграде ХНК, према нацрту Ивана Мештровића.
- 1908. постављен је споменик Св. Јурју (рад Антона Доминика Фернкорна, iz 1853) пред палатом Трговачко-обртничке коморе, данас је тај кип премештен пред зграду СКФ.
- 1911—1912. преуређење северног дела трга према пројекту Игњата Фишера, постављен је Зденац живота, а обелисци – канделабри око зграде позоришта пресељени су на Мирогој.
- 1913. источно од зграде Кола, подигнута је кућа Франк, коју је у стилу ренесансне палате пројектовао Виктор Ковачић.
- 1964. на западној, празној страни подигнута је пословна зграда Жељпоха (касније Феримпорт) од 1961. до 1964, према пројекту архитекте Станка Фабриса.

## Хронологија имена трга
- Сајмишни трг (1878—1888)[1]
- Свеучилишни трг
- Вилсонов трг (1919—1927)
- Трг краља Александра I (1927—1941)
- Трг  (1941—1945)
- Казалишни трг (1945—1946)
- Трг маршала Тита (1946—2017)[2]
- Трг Републике Хрватске (од 2017)[3]